# Leptomys ernstmayri
Leptomys ernstmayri  (Rümmler, 1932) è un roditore della famiglia dei Muridi endemico della Nuova Guinea.

## Descrizione

### Dimensioni
Roditore di medie dimensioni, con la lunghezza della testa e del corpo tra 124 e 156 mm, la lunghezza della coda tra 132 e 171 mm, la lunghezza del piede tra 33 e 42 mm, la lunghezza delle orecchie tra 15 e 24 mm e un peso fino a 69 g.

### Aspetto
La pelliccia è soffice, densa e vellutata. Le parti superiori sono bruno-fulve, mentre le parti ventrali sono bianco-grigiastre. È presente una striscia mediana di pelle priva di peli che attraversa le spalle e si estende in avanti fino alla fronte. Le zampe sono bianche. La coda è più lunga della testa e del corpo, uniformemente grigio brunastra, con l'estremità bianca.

## Biologia

### Comportamento
È una specie terricola. Individui sono stati catturati all'interno di tane vicino a corsi d'acqua.

## Distribuzione e habitat
Questa specie è diffusa nella Provincia degli Altopiani del Sud e nella Penisola di Huon, Papua Nuova Guinea.
Vive nelle foreste mature e rigenerate tropicali tra 1.200 e 2.880 metri di altitudine.

## Conservazione
La IUCN Red List, considerato il vasto areale e la mancanza di reali minacce, classifica L.ernstmayri come specie a rischio minimo (Least Concern).